# Спишска-Нова-Вес (район)
Спишска-Нова-Вес (словац. Okres Spišská Nová Ves) — район Словакии. Находится в Кошицком крае.

## Население
| Год:                | 1994   | 2004    | 2014    | 2024    |
| ------------------- | ------ | ------- | ------- | ------- |
| Количество человек: | 88 693 | 95 144  | 98 869  | 98 670  |
| Разница:            |        | +7,27 % | +3,91 % | −0,20 % |

### Статистические данные (2001)
Национальный состав:
- Словаки — 91,4 %
- Цыгане — 5,5 %

Конфессиональный состав:
- Католики — 77,6 %
- Грекокатолики — 3,3 %
- Лютеране — 2,2 %
- Православные — 1,4 %